# Crónica de Mariño de Lobera
La Crónica de Mariño de Lobera, originalmente titulada Crónica del Reyno de Chile, es una obra escrita por el militar y cronista español Pedro Mariño de Lobeira.

## Biografía del autor
Mariño de Lobeira, más conocido como Mariño de Lobera, llegó a Chile en 1551 y estuvo bajo las órdenes de Pedro de Valdivia, Francisco de Villagra y García Hurtado de Mendoza. Más tarde se desempeñó como corregidor de Valdivia, en el sur de Chile, y de Camaná, en la costa sur de Perú. Posteriormente, regresó a Lima, donde murió en 1595.

## Origen de la obra
El texto original no ha llegado a nuestros días y lo que se conoce de él se debe a la edición del sacerdote jesuita Bartolomé de Escobar, quien también estuvo en Chile.  
Se ha señalado que Mariño de Lobera habría trabado amistad en sus últimos años con Escobar, a quien le habría entregado los manuscritos para que los corrigiera y editara. También se ha señalado que fue el mismo virrey García Hurtado de Mendoza quien habría encargado a Escobar que revisara y corrigiera los apuntes de Mariño.

## Estilo y precisión histórica
El estilo de la crónica es muy diferente a la que pudiera haber escrito un simple soldado, y es fácil advertir la pluma de una persona conocedora del arte de escribir, lo que estaría indicando el trabajo de Escobar. 
También llama la atención la imprecisión y vaguedad del relato de la primera parte de la Conquista de Chile, específicamente hasta la llegada de García Hurtado de Mendoza a Chile. Esto contrasta con la segunda parte, que refiere al gobierno de Hurtado de Mendoza, en la que los hechos y hazañas del gobernador son narrados con claridad. 
En esta crónica aparecen frecuentemente relatos de sucesos extraordinarios y sobrenaturales.

## Primera publicación
El texto fue impreso por primera vez en 1865, cuando fue publicado en el volumen VI de la Colección de historiadores de Chile y documentos relativos a la historia nacional, una obra monumental que reúne múltiples documentos y fuentes históricas en una sola colección. 
Con su obra, Mariño de Lobera dejó un importante legado a la historia de Chile.

## Organización del libro
La obra se organiza en tres libros como sigue, manteniendo la ortografía original del libro, originario del siglo XVI:
- Libro Primero: 
  - "De la situación y conquista del reino de Chile hecha por don Diego Almagro"
  - "De la segunda conquista del reino de Chile, hecha por D. Pedro de Valdivia"
  - "De la rebelión general, de los indios de Arauco y Tucapel"

- Libro Segundo:
  - "De la pacificación del reino rebelde, hecha por don García Hurtado de Mendoza, marqués de Cañete y señor de las villas de Argete, habiendo salido con siete insignes victorias y fundado siete ciudades, reedificando las asoladas, con las demás memorables hazañas que emprendió siendo gobernador de este reino, como lo fué después en el del Perú, con cargo de vice-rey y Capitán general de ambos reinos"
  - "En la cual se contiene el estado de las cosas de Chile en el tiempo que le gobernó el mariscal Francisco de Villagrán"
  - "En la cual se trata del asiento de la real Audiencia en Chile y del gobierno del Dr. Saravia"
- Libro Tercero (Desde el año 1575 hasta el de 1595)
  - "Trata del gobierno de Rodrigo de Quiroga"
  - "En el cual se trata del estado de las cosas de Chile desde el año de 1580 hasta el de 1583. En que gobernó el mariscal Martín de Gamboa"
  - "En la cual se trata del estado de las cosas de Chile desde el año de 1583 hasta el de 1592, en que gobernó don Alonso de Sotomayor, del hábito de Santiago"
  - "Del progreso de las cosas de Chile en tiempo que le gobernó Martín García de Loyola, del hábito de Calatrava"